# Felix Frang

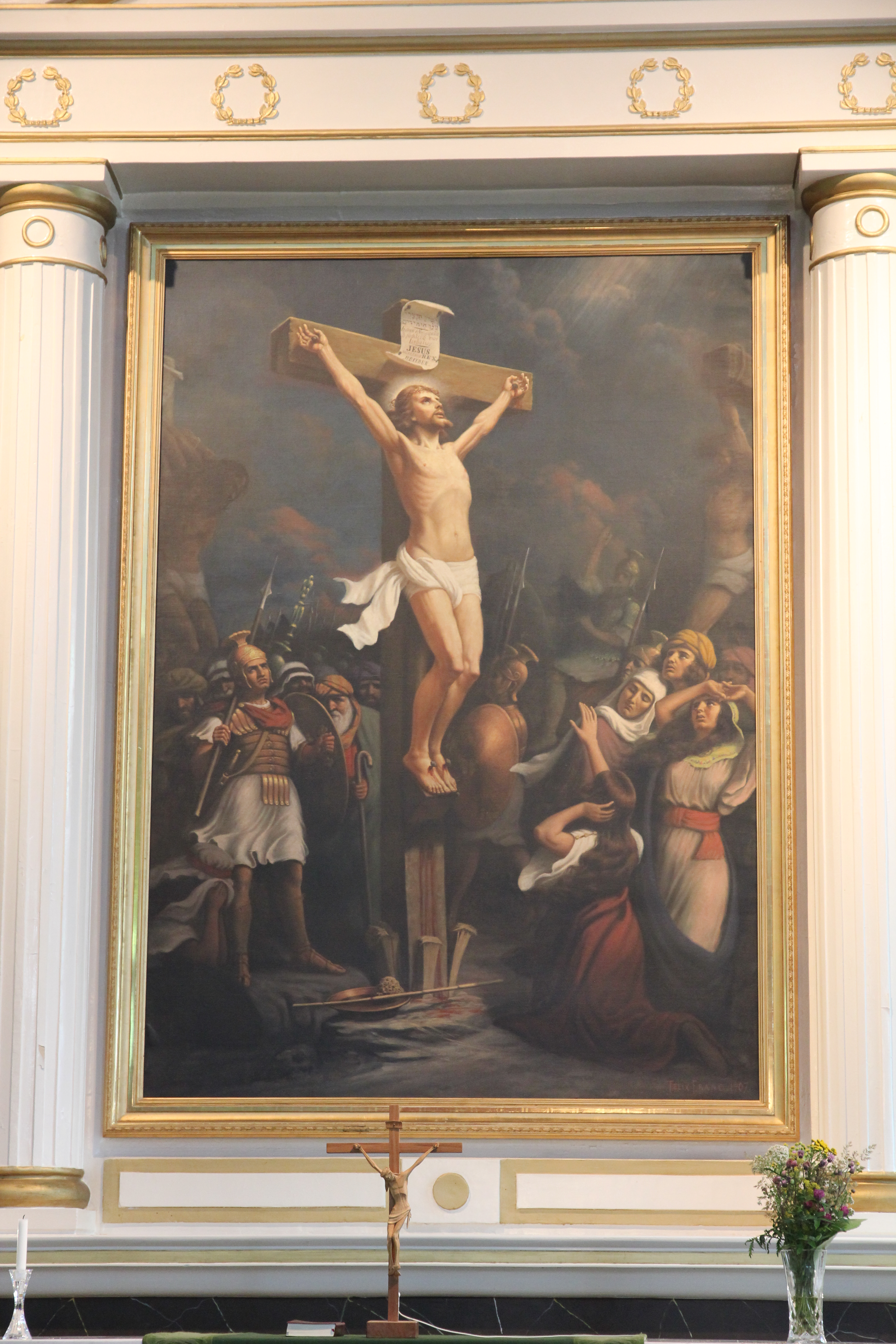
Christus am Kreuz, Altarbild in der Kirche von Nokia, 1907

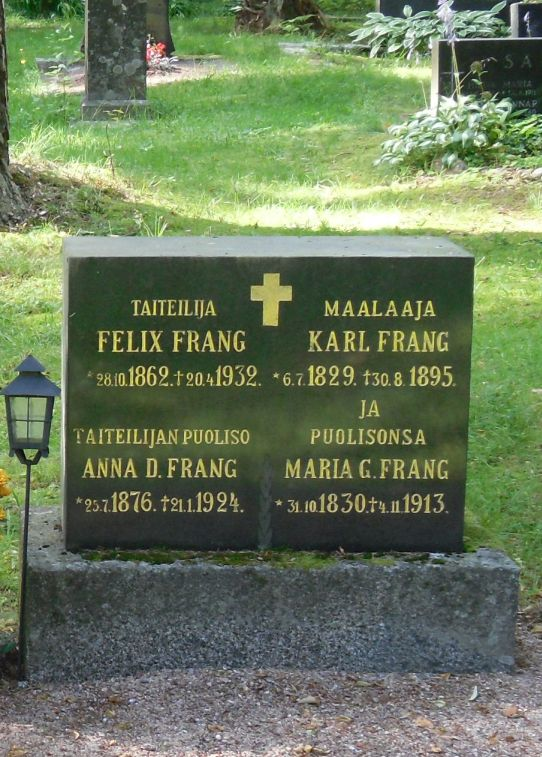
Grabstein von Felix Frang sowie seiner Frau und seiner Eltern in Ikaalinen

Felix Ferdinand Frang, seit den frühen 1900er-Jahren Felix Pahlama (* 28. Oktober 1862 in Ikaalinen, Großfürstentum Finnland; † 20. April 1932 in Vantaa bei Helsinki), war ein finnischer Maler, der durch Altarbilder mit Christusdarstellungen und durch Landschaftsgemälde bekannt wurde.

## Leben
1878, im Alter von 16 Jahren, begann Frang, einziges Kind von Karl Hermanninpoika Frang (1829–1895) und Maria Gustava Isakintytär Frang (1830–1913), an der Zeichenschule des Finnischen Kunstvereins in Helsinki seine künstlerische Ausbildung. Diese Schule verließ er 1885 mit einem Stipendium, das es ihm ermöglichte, nach Düsseldorf und Paris zu reisen. An der Kunstakademie Düsseldorf war er im Jahr 1886 in der von Adolf Schill geleiteten Klasse für Ornamentik und Dekoration eingeschrieben. Frangs Studienzeit im Ausland dauerte bis 1888. Zurück in Finnland machte er sich als Altarmaler einen Namen. Darüber hinaus schuf er Porträts und Landschaften.
Frang heiratete Anna Dagmar Mattsson (1876–1924), die vier Kinder gebar, unter ihnen Leo Frang (Leo Pahlama), der ebenfalls Landschaftsmaler wurde. Die 1898 geborene Tochter Anna Maria wurde Grundschullehrerin und heiratete 1921 den finnischen Archäologen und evangelisch-lutherischen Missionar Aapeli Saarisalo (1896–1986). Als Frang nach dem Tod seiner Frau in den Jahren 1925/1926 auf Einladung Saarisalos in Palästina weilte, malte er Landschaften am See Genezareth.